# 卡尔·威德默
卡尔·威德默（德語：Carl Widmer，1900年—？），瑞士男子竞技体操运动员。他曾获得1924年夏季奥运会体操比赛男子团体全能铜牌。他在该届奥运会也参加了数个个人小项，最好名次是男子鞍马的第四名。